# North Channel (Ontario)

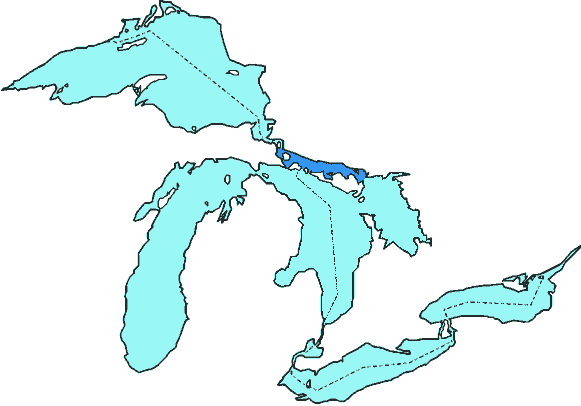
Mapa Wielkich Jezior, North Channel oznaczony kolorem ciemnoniebieskim

North Channel (pol. Kanał Północny) – naturalny, wyraźnie wydzielony zbiornik wodny w systemie Wielkich Jezior Północnoamerykańskich, na pograniczu Stanów Zjednoczonych i Kanady. Z punktu widzenia hydrografii stanowi najbardziej na północ wysuniętą część jeziora Huron.

## Położenie
Prawie cały akwen Kanału Północnego leży w granicach kanadyjskiej prowincji Ontario. Północne brzegi Kanału należą w większości do Dystryktu Algoma, jedynie ich wschodni fragment – do Dystryktu Sudbury. Granica amerykańsko-kanadyjska biegnie w ten sposób, że jedynie wyspa Drummond wraz z wąskim pasem wód należy do amerykańskiego stanu Michigan. Pozostała część należy do kanadyjskiej prowincji Ontario.

## Charakterystyka
Akwen ma wydłużony kształt, rozciągnięty wzdłuż osi północny zachód – południowy wschód na długości ok. 185 km. Największa szerokość akwenu sięga ok. 32 km. Średnia głębokość wynosi 9 m. Powierzchnia – ok. 7770 km². Leży on w podłużnym zagłębieniu, ograniczonym od północy krawędzią Tarczy Kanadyjskiej, zaś od południa – łańcuchem wysp, położonych w linii tzw. Kuesty Niagary, oddzielających go od właściwego jeziora Huron. Wyspy te to (licząc od wschodu): Manitoulin, Cockburn, Drummond i St. Joseph.
Od strony wschodniej kilkoma wąskimi przesmykami między wyspą Manitoulin i dwoma mniejszymi wyspami akwen Kanału Północnego łączy się z Zatoką Georgian, natomiast od strony zachodniej wpada do niego rzeka St. Marys, łącząca go z Jeziorem Górnym. Akwen Kanału Północnego łączą z właściwym jeziorem Huron dwa przesmyki pomiędzy wymienionymi wyspami (kolejno od wyspy Manitoulin): Mississagi Strait oraz False Detour Channel.
Od północy uchodzą do Kanału Północnego dwie większe rzeki: Mississagi River i Spanish River.

## Znaczenie komunikacyjne
Od XVIII w. Kanał Północny stanowił ważny fragment szlaku żeglugowego, wiodącego z portów na południowych brzegach Zatoki Georgian na Jezioro Górne i dalej w głąb kontynentu amerykańskiego. Przez ponad 200 lat odbywał się nim transport wszelkich towarów, niezbędnych do życia na terenach dzisiejszej środkowej Kanady. Droga wodna straciła na znaczeniu gospodarczym w I połowie XX w. wraz z rozwojem sieci kolejowej i drogowej. Obecnie jej śladem wiedzie jeden z najpopularniejszych słodkowodnych żeglarskich szlaków turystycznych na świecie, z ok. 10 miejscowościami dysponującymi dużymi marinami na obu jej brzegach. Jego długość, od Killarney do Sault Ste. Marie wynosi ok. 160 mil morskich.